# Olimpíadas Portuguesas de Matemática

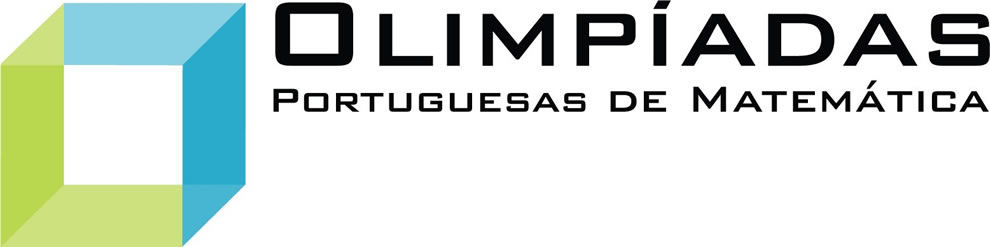
Logótipo atual das Olimpíadas Portuguesas de Matemática.

As Olimpíadas Portuguesas de Matemática (OPM), são um concurso de resolução de problemas de matemática, realizados anualmente. Podem participar alunos do 1º, 2º e 3º ciclos do ensino básico e do ensino secundário. A sua organização está a cargo da Sociedade Portuguesa de Matemática.

## Objectivos
O principal objectivo das Olimpíadas Portuguesas de Matemática é promover e incentivar o gosto pela matemática.

## História
As OPM têm como origem um concurso denominado Mini-Olimpíadas de Matemática, que foi realizado em 1980 por iniciativa de 3 membros da Sociedade Portuguesa de Matemática: António Leal Duarte, Jaime Carvalho e Silva e João Filipe Queiró.
O crescente aumento de interesse pelas Mini-Olimpíadas de Matemática levou à sua extensão a nível nacional em 1983, com o nome de Olimpíadas Nacionais de Matemática. Com a internacionalização do evento em 1999, foi renomeado para Olimpíadas Portuguesas de Matemática.

## Caracterização geral das provas
As provas são geralmente cotadas a 40 pontos, sendo os exercícios de grau de dificuldade superior, ou ainda muitas vezes muito superior, ao nível de escolaridade dos alunos participantes (tendo em conta a sua categoria). A grande parte dos problemas possui formas gerais de resolução, exigindo no entanto conteúdo de níveis de educação mais elevados. Face ao facto dos alunos geralmente não terem sido expostos ao conteúdo específico necessário para a resolução dos problemas, uma das características-chave para a resolução das provas das Olimpíadas Portuguesas de Matemática é o engenho e a criatividade.

## Realização

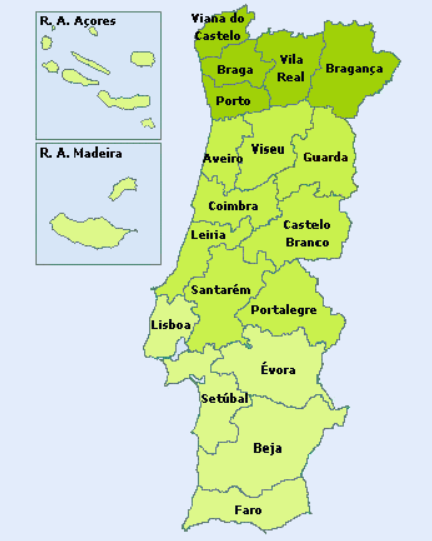
Regiões de Portugal consideradas pelo regulamento das Olimpíadas Portuguesas de Matemática.

As Olimpíadas Portuguesas de Matemática são realizadas a título individual pelo participante. O participante não pode recorrer à ajuda de não-participantes, e não pode utilizar máquina calculadora nem qualquer outro género de dispositivo eletrónico. O participante pode recorrer ao vigilante ou supervisor da prova, em situações estritamente pontuais, para esclarecer dúvidas relativas ao enunciado da prova, sem poder no entanto requisitar ajuda na resolução.
A competição decorre em 3 categorias distintas:
- Categoria Júnior - 6º e 7º anos de escolaridade do ensino básico;
- Categoria A - 8º e 9º anos de escolaridade do ensino básico;
- Categoria B - 10º, 11º ou 12º anos de escolaridade do ensino secundário.

A realização de cada OPM para cada categoria ocorre paralelamente e da mesma forma. A competição decorre em três fases distintas, geralmente de dificuldade crescente face à necessidade de apuramento dos melhores alunos. As OPM são organizadas em três regiões do território nacional:
- Região Norte - Distritos de Braga, Bragança, Porto, Viana do Castelo e Vila Real;
- Região Centro - Distritos de Aveiro, Castelo Branco, Coimbra, Guarda, Leiria, Portalegre, Santarém e Viseu;
- Região Sul e Ilhas - Distritos de Beja, Évora, Faro, Lisboa e Setúbal, e regiões autónomas dos Açores e da Madeira.

De forma muito excecional, podem participar escolas de outros territórios, nomeadamente Luxemburgo, Bélgica, Angola e a cidade de Macau.

### Primeira eliminatória
A primeira eliminatória corresponde à fase escolar da competição. Podem concorrer todos os alunos que se inscrevam como participantes na competição numa das escolas inscritas nas OPM, sendo a prova realizada em todas as escolas inscritas. Nesta fase, as escolas são responsáveis pela correção e classificação das provas.
São apurados para a fase seguinte:
- Os 50 melhor classificados de cada região;
- O melhor aluno de cada escola inscrita, dado que não se encontre nos 50 melhores da região.

### Segunda eliminatória
A segunda eliminatória corresponde à final regional. Nesta fase podem concorrer todos os participantes apurados na primeira eliminatória. A prova decorre apenas em algumas escolas (geralmente sedes de distrito ou município), como determinado pela Comissão Organizadora. A Comissão Organizadora é responsável pela supervisão e correção das provas da segunda eliminatória.
São apurados para a fase seguinte os 10 melhor classificados de cada região.

### Final nacional
Podem participar na final nacional todos os alunos apurados na segunda eliminatória, ou seja, até 30 alunos de cada categoria. A final das OPM decorre geralmente durante 3 dias, sendo dois de prova e o último dedicado à cerimónia de entrega de prémios e encerramento da competição. As provas decorrem na escola que a Comissão Organizadora apontar do conjunto de escolas que se disponibilizem para o efeito. A supervisão e correção das provas é da responsabilidade da Comissão Organizadora.
Os prémios são atribuídos da seguinte forma:
- 3 medalhas de Ouro para os 3 melhor classificados;
- 3 medalhas de Prata para os seguintes 3 melhor classificados;
- 6 medalhas de Bronze para os seguintes 6 melhor classificados.

Além das medalhas, são atribuídos prémios especiais aos alunos medalhados, por norma cedidos pelos patrocinadores da prova.

## Competições internacionais
Os alunos medalhados nas Olimpíadas Portuguesas de Matemática são convidados a participar no Projeto Delfos, uma escola de matemática com o objetivo de preparar adequadamente os participantes portugueses nas Olimpíadas Internacionais de Matemática, nas Olimpíadas Ibero-Americanas de Matemática e nas Olimpíadas de Matemática da CPLP. Este projeto é constituído por sessões teóricas, sessões de resolução de problemas, competições amigáveis entre os participantes e provas de apuramento para seleção dos alunos portugueses que participarão nas competições internacionais.

## Edições
| #  | Ano  | Local                                               | Vencedores |
| -- | ---- | --------------------------------------------------- | --- |
| 1  | 1983 | Departamento de Matemática, Universidade de Coimbra | |
| 2  | 1984 | Instituto Superior de Agronomia                     | |
| 3  | 1985 | Faculdade de Ciências, Universidade do Porto        | |
| 4  | 1986 | Universidade de Aveiro                              | Categoria A - António Carlos B. Oliveira, Escola Secundária Domingos Sequeira - José António M. Natário, Escola Secundária Alves Martins - Mónica Maria L. M. Moreira, Escola Secundária Rainha D. Amélia - Paulo Jorge S. Nogueira, Escola C+S da Pedrulha - Pedro Miguel Penha, Escola Secundaria Lumiar Categoria B - Cláudio V. Antunes David, Escola Secundária da Amadora - José Gonçalo F. T. Pedro, Escola Secundária Emídio Navarro - José Manuel F. Rocha, Escola Secundária da Parede - Miguel F. H. Sousa Lobo, Escola Secundária da Parede - Miguel Nuno Guedes Tristany, Colégio S. João de Brito - Pedro Pina Avelino, Escola Secundária Nº 2 de Vila Nova de Gaia |
| 5  | 1987 | Escola Superior de Educação de Bragança             | Categoria A - Diogo Luis C. V. Gomes, 9º ano, Escola Secundária Carlos Amarante - José Barbosa Júnior, 9º ano, Escola Secundária D. Filipa de Lencastre - José Pedro F. S. Coelho, 9º ano, Escola Secundária da Marinha Grande - Nuno Miguel A. Sousa, 9º ano, Escola Secundária Santo André - Telmo André Monteiro, 9º ano, Escola Secundária Aurélia de Sousa Categoria B - António Carlos Oliveira, 10º ano, Escola Secundária Domingos Sequeira - João Manuel Resende, 12º ano, Escola Secundária Rodrigues de Freitas - João Manuel Rodrigues, 12º ano, Escola Secundária Nº 1 de Aveiro - José Manuel Capela, 12º ano, Escola Secundária Manuel Laranjeira - Miguel Sousa Lobo, 11º ano, Escola Secundária da Parede |
| 6  | 1988 | Universidade de Évora                               | Categoria A - Filipe João B. M. M. Araújo, 9º ano, Escola Secundária António Nobre - Miguel Jorge M. C. G. Mata, 8º ano, Escola Secundária António Nobre - Pedro Miguel Lamosa, 9º ano, Escola Técnica e Liceal Salesiana - Raul Medina P. Pinheiro, 9º ano, Escola Secundária António Sérgio - Sandra Rebelo Sarmento, 9º ano, Escola Secundária Infante D. Henrique Categoria B - António Carlos Oliveira, 11º ano, Escola Secundária Domingos Sequeira - José António M. Natário, 11º ano, Escola Secundária Alves Martins - José Miguel Urbano, 12º ano, Escola Secundária José Falcão - Paulo Alexandre Simões, 11º ano, Escola Secundária Domingos Sequeira - Telmo André Monteiro, 10º ano, Escola Secundária Oliveira Martins |
| 7  | 1989 | Universidade da Beira Interior                      | Categoria A - Carlos M. P. S. Santos, 9º ano, Colégio dos Cedros - Filipe João Figueira Ribeiro, 9º ano, Escola Secundária Machado de Castro - Gerardo Cavilha Ângelo, 9º ano, Colégio Valsassina - Miguel Jorge M. C. Gil Mata, 9º ano, Escola Secundária António Nobre - Susana Vinga Martins, 8º ano, Colégio Valsassina Categoria B - António Carlos Oliveira, 12º ano, Escola Secundária Domingos Sequeira - Diogo L. C. V. A. Gomes, 11º ano, Escola Secundária Carlos Amarante - Francisco Pedro G. Pereira, 10º ano, Colégio S. João de Brito - José Emídio Piedade, 11º ano, Escola Secundária do Pombal - José Pedro da Silva Coelho, 11º ano, Escola Secundária Nº 1 da Marinha Grande - Tiago P. N. Marques, 11º ano, Escola Secundária Monte da Caparica |
| 8  | 1990 | Escola Secundária Nº 1 na Marinha Grande            | Categoria A - António Manuel Freitas Gomes Cunha Salgueiro, 9º ano, Esc. Sec. José Estevão, Aveiro - Erika Sofia Bizarro, 9º ano, Esc. C+S Poeta Manuel Silva Gaio, Coimbra - João Ricardo Bronze Rocha, 9º ano, Esc. Sec. Bocage, Setúbal - Maria Inês Camarate de Campos Lynce de Faria, 9º ano, Colégio S. João de Brito, Lisboa - Miguel Ângelo S. Jorge, 9º ano, Esc. Sec. Júlio Dinis, Ovar - Ricardo Luis C. Marques, 9º ano, Esc. Sec. Eça de Queirós, Póvoa do Varzim Categoria B - António Manuel Atalaia Serra, 12º ano, Esc. Sec. D. Filipa de Lencastre, Lisboa - Diogo Aguiar Gomes, 12º ano, Esc. Sec. Carlos Amarante, Braga - Francisco Pedro G. Pereira, 11º ano, Colégio S. João de Brito, Lisboa - João Filipe Sousa, 12º ano, Esc. Sec. António Nobre, Porto - José Pedro da Silva Coelho, 12º ano, Esc. Sec. Nº 1 da Marinha Grande - Tiago P. N. Marques, 12º ano, Esc. Sec. Monte da Caparica |
| 9  | 1991 | Escola Secundária Emídio Navarro em Viseu           | Categoria A - Joana Gouveia Braga, 9º ano, Esc. Sec. D. Filipa de Lencastre, Lisboa - João Oliveira Correia Silva, 9º ano, Esc. Sec. S. Pedro, Vila Real - Luis Miguel Ferreira Grave, 3º GEL, Esc. Sec. Nº 1 de Alcobaça - Pedro Porto Valle Teixeira, 9º ano, Esc. Sec. Fontes Pereira de Melo, Porto - Sérgio Miguel Pinto Mota, 9º ano, Esc. Sec. João Araújo Correia, Peso da Régua - Telmo Lucena T. Menezes, 9º ano, Esc. Sec. Infanta D. Maria, Coimbra Categoria B - António Manuel Freitas Gomes Cunha Salgueiro, 10º ano, Esc. Sec. José Estevão, Aveiro - Filipe João Boavida Araújo, 11º ano, Esc. Sec. Cantanhede - Filipe João Figueira Ribeiro, 11º ano, Esc. Sec. Machado de Castro, Lisboa - Luís Manuel P. Gonçalves, 12º ano, Esc. Sec. António Nobre, Porto - Miguel Jorge Gil Mata, 11º ano, Esc. Sec. Fontes Pereira de Melo, Porto - Nuno Jorge Fernandes, 12º ano, Esc. Sec. Domingos Sequeira, Leiria |
| 10 | 1992 | Escola Secundária Augusto Gomes em Matosinhos       | Categoria A Medalha de ouro - Afonso Silva, 9º ano, Colégio Valsassina, Lisboa - Nelson Alexandre Sousa, 9º ano, Esc. C+S D. Dinis, Leiria - Pedro Miguel Mendes, 9º ano, Esc Sec. S. Maria do Olival, Tomar Medalha de prata - Francisco António de Melo, 8º ano, Esc. Sec. Afonso de Albuquerque, Guarda - João José Cerqueira, 9º ano, Colégio do Minho, Viana do Castelo - Renato Emílio Santos Silva, 9º ano, Colégio de Gaia, Vila Nova de Gaia Medalha de bronze - Bruno Alexandre Carvalho Neves, 9º ano, Esc. C+S Eugénio de Castro, Coimbra - Catarina Reis, 9º ano, Esc. Sec. Entroncamento - Luís Cruz Filipe, 8º ano, Colégio S. João de Brito, Lisboa - Luís Pedro Lopes Pereira Jorge, 9º ano, Colégio Internato dos Carvalhos - Sérgio Abílio Bernardo de Sousa, 9º ano, Esc. Sec. José Falcão, Coimbra - Teresa Barata, 9º ano, Colégio Mira-Rio, Lisboa Categoria B Medalha de ouro - Miguel Jorge Gil Mata, 12º ano, Esc. Sec. Fontes Pereira de Melo, Porto - Rui Miguel Pereira, 12º ano, Esc. Sec. Prof. Herculano de Carvalho, Lisboa - Tiago Castro Ribeiro, 10º ano, Esc. Sec. Fonseca Benevides, Lisboa Medalha de prata - António Manuel Freitas Gomes Cunha Salgueiro, 11º ano, Esc. Sec. José Estevão, Aveiro - Filipe Ribeiro, 12º ano, Esc. Sec. Machado de Castro, Lisboa - José Fernandes, 12º ano, Esc. Sec. Alfredo Silva, Barreiro Medalha de bronze - Bernardino Carneiro Andrade, 12º ano, Esc. Sec. Paços de Ferreira - Luis Miguel Ferreira Grave, 1º CCC, Esc. Sec. Nº 1 de Alcobaça - Pedro Miguel Ventura, 12º ano, Colégio Militar, Lisboa - Ricardo Luis Correia Marques, 11º ano, Esc. Sec. Eça de Queirós, Póvoa do Varzim - Rui Filipe Alves Duarte, 10º ano, Esc. Sec. Alexandre Herculano, Porto - Rui Pedro Lérias, 12º ano, Colégio Militar, Lisboa |
| 11 | 1993 | Universidade do Algarve, em Faro                    | Categoria A Medalha de ouro - José Manuel Silvestre, 8º ano, Esc. Sec. António Inácio da Cruz, Grandola - Luís Calhorda Cruz Filipe , 9º ano, Colégio S. João de Brito, Lisboa - Pedro José Sorima, 9º ano, Esc. Sec. Afonso Lopes Vieira, Leiria Medalha de prata - Carlos Pedro Semedo, 9º ano, Esc. Sec. Eça de Queirós, Póvoa do Varzim - Catarina Lopes Pinho, 9º ano, Esc. Sec. Homem de Cristo, Aveiro - Francisco Silveira Cunha, 9º ano, Esc. C+S Delfim Santos, Lisboa Medalha de bronze - André Milheiriço Dias Melancia, 9º ano, Esc. Sec. Paço de Arcos - Artur José Sousa, 9º ano, Esc. Sec. Macedo de Cavaleiros - Bernardo de Deus Pinheiro, 9º ano, Colégio Valsassina, Lisboa - Francisco Mota, 9º ano, Esc. Sec. D. Filipa de Lencastre, Lisboa - Guilherme Sousa, 9º ano, Esc. Sec. Serafim Leite, S. João da Madeira - Tiago Dias Geraldes, 9º ano, Esc. Sec. Afonso de Albuquerque, Guarda Categoria B Medalha de ouro - António Manuel Salgueiro, 12º ano, Esc. Sec. José Estevão, Aveiro - Nelson Alexandre Sousa, 10º ano, Esc. Sec. Rodrigues Lobo, Leiria - Tiago Castro Ribeiro, 11º ano, Esc. Sec. Fonseca Benevides, Lisboa Medalha de prata - João Oliveira Silva, 11º ano, Esc. Sec. S. Pedro, Vila Real - Luís Miguel Grave, 2º ano CCC, Esc. Sec. Nº 1 de Alcobaça - Rui Pedro Carpentier, 12º ano, Esc. Sec. Silves Medalha de bronze - Eduardo José Coutinho, 12º ano, Esc. Sec. Macedo de Cavaleiros - Isabel Maria Ribeiro, 12º ano, Esc. Sec. Carvalhos - Nuno Miguel Fonseca, 10º ano, Esc. Sec. Domingos Sequeira, Leiria - Ricardo Luís Marques, 12º ano, Esc. Sec. Eça de Queirós, Póvoa de Varzim - Tânia Sofia Rocha, 11º ano, Esc. Sec. Ermesinde - Vitor Manuel Cardoso, 12º ano, Esc. Sec. Rocha Peixoto, Póvoa de Varzim                               |
| 12 | 1994 | Escola Secundária S. Pedro, Vila Real               | Categoria A Medalha de ouro - Carlos Alves, 8º ano, Escola C+S de Mem Martins - Daniel Filipe Pinto Ferreira, 9º ano, Escola Secundária A.C. Pires de Lima - João Alexandre Ferreira Mineiro, 9º ano, Colégio Valsassina Medalha de Prata - Ana Margarida Mascarenhas Melos, 8º ano, Escola Secundária de Seia - Bernardo Sobreiro S. A. Lobo, 9º ano, Escola Secundária Aurélia de Sousa - Rui Manuel Domingos Ferreira, 9º ano, Escola Básica Nuno Gonçalves Medalha de Bronze - Filipa Lynce de Faria, 9º ano, Colégio S. João de Brito - João Manuel Gaspar Rolo, 9º ano, Escola Secundária Conde de Oeiras - Júlio Miguel Costa Ferreira, 9º ano, Escola Secundária da Maia - Maria João Diogo Matos, 9º ano, Escola Secundária Infanta D. Maria - Nuno Miguel Costa P. M. Mesquita, 9º ano, Escola Secundária José Falcão - Rui Jorge Torre Lameiro, 9º ano, Escola C+S de Barroselas Categoria B Medalha de Ouro - Luís Calhorda Cruz Filipe, 10º ano, Colégio S. João de Brito - Tiago Castro Ribeiro, 12º ano, Escola Secundária de S. João do Estoril Medalha de Prata - João José F. Araújo Cerqueira, 11º ano, Escola Secundária Santa Maria Maior - João Oliveira Correia Silva, 12º ano, Escola Secundária S. Pedro - Rui Filipe A. S. Duarte, 12º ano, Escola Secundária Alexandre Herculano Medalha de Bronze - Jaime Santos Cardoso, 12º ano, Escola Secundária Rocha Peixoto - João Marques Canas Menano, 12º ano, Escola Secundária Pedro Nunes - Luís Miguel Ferreira Grave, 12º ano, Escola Secundária D. Inês de Castro - Óscar A. Louro Felgueiras, 12º ano, Escola Secundária Alexandre Herculano - Pedro Gonçalves Lind, 12º ano, Escola Secundária Linda-a-Velha - Pedro Miguel L. A. Gama Mendes, 11º ano, Escola Secundária Santa Maria do Olival                           |